# الهی اردبیلی
الهی اردبیلی(زاده اردبیل - درگذشته ۹۵۰ (قمری) (۱۵۴۳م)) ریاضیدان

## دوره اول زندگی
جلال‌الدین حسین بن شرف الدین عبدالحق اردبیلی متخلص به الهی، شاعر، متصوف، متکلم، فقیه و ریاضی‌دان بزرگ اسلامی در دهه هشتم و نهم قمری در اردبیل متولد گردید. دوران کودکی و نوجوانی را در زادگاهش اردبیل سپری نمود. در دوران جوانی علوم شرعی را آموخت. در روضه شیخ صفی الدین اردبیلی به سلوک اهتمام ورزید. برای تحصیل علوم به هرات مسافرت نمود. در آنجا به آموختن تفسیر و حدیث پرداخت.

## دوره اهتمام در علوم
الهی پس ازسال ۸۹۹ (قمری) شرح اشکال التأسیس و تلخیص تحریر اقلیدس راآموخت. الهی در سال ۹۰۲ (قمری) هرات را به مقصد اردبیل ترک نمود. در اردبیل، به عنوان خادم روضه شیخ صفی الدین اردبیلی منصوب، و در آنجا به تدریس پرداخت.الهی در این دوران به عنوان استاد علوم عقلی و نقلی شهره عام و خاص گردید. او اولین کسی است که معارف جعفری را به فارسی ترجمه نموده‌است.

## دوره آخرزندگی
الهی تا آخر عمر در اردبیل زندگی نمود و در آنجا درگذشت. جسدش در روضه شیخ صفی الدین اردبیلی دفن گردید. او به زبانهای ترکی، فارسی و عربی تسلط کافی داشت.

## آثار
- شرح گلشن راز
- تفسیرقرآن به عربی و فارسی
- منهج الفصاحه فی شرح نهج البلاغه
- امامت
- تاج المناقب فی فضایل الائمه الاثنی عشر
- رساله درفراست
- خلاصه الفقه
- ترجمه مهج الدعوات ومنهج العنایات

## پیوندبه بیرون
- http://www.aftab.ir/glossaries/instance.php?gid=3&id=3892
- نقد افکار الهی اردبیلی